# Emmaboda kyrka
Emmaboda kyrka är en kyrkobyggnad som tillhör Emmaboda församling i Växjö stift. Kyrkan ligger i samhället Emmaboda.

## Kyrkobyggnaden
Kyrkobyggnaden uppfördes 1926 efter ritningar av arkitekt Göran Pauli och var från början ett församlingshem. 1941 genomfördes en ombyggnad, efter ritningar av arkitekt Paul Boberg, då församlingshemmet byggdes om till kyrka. Tornet samt nuvarande korparti tillkom vid denna tid.Emmaboda kyrka invigdes den 21 december 1941 av biskop Yngve Brilioth.

## Inventarier
- Altartavlan är målad av Gunnar Theander och en gåva till kyrkan 1935.

- Altare och ambon är utförda 1999 i björk av A. Thorvaldssons Snickerier AB i Västervik.

- Dopfunten är av gråvit marmor och tillverkad 1943 av AB Bröderna Svenssons Stenhuggeri i Emmaboda.

- Predikstolen tillkom 1926.

- I koret glasmosaikfönster med tema: Jungfru Maria,invigda år 2000 och designade av glaskonstnär Erika Lagerbielke.

- I kyrkfönstren hänger ljushållare som är gjorda av glas, designade av Erik Höglund.

- En ljusbärare av glas är signerad av Erik Höglund.

- I tornet hänger två klockor som är gjutna av Bergholtz klockgjuteri. Storklockan väger 734 kg och lillklockan 418 kg.

## Orgel

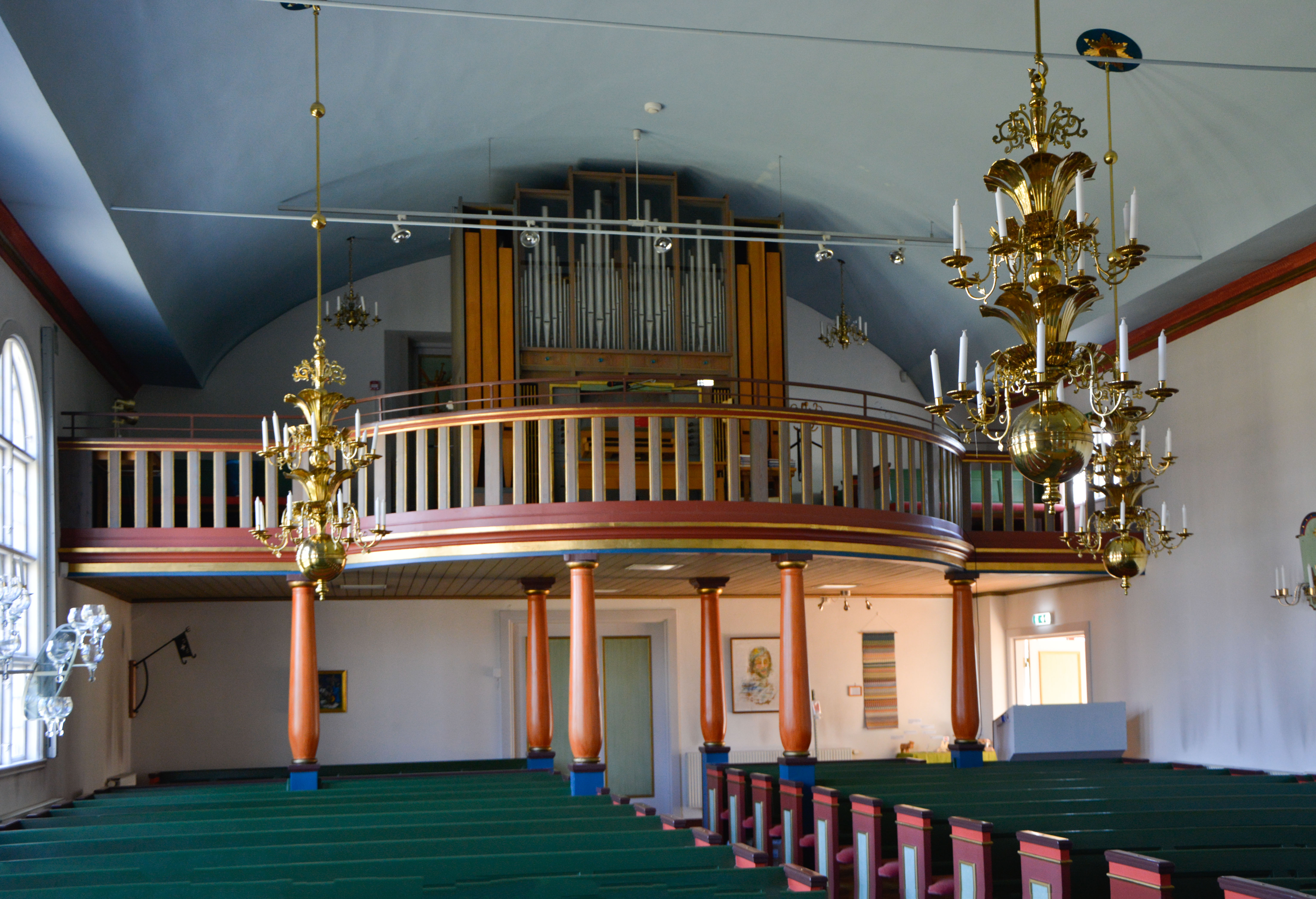
Orgeln

- 1942 byggdes en orgel av Bo Wedrup, Uppsala med 15 (16) stämmor 2 manualer och pedal. Den renoverades 1956.

Den hade följande disposition:
| Manual I     | Manual II          | Pedalverk  |
| Principal 8’ | Rörflöjt 8’        | Subbas 16’ |
| Gedackt 8’   | Fugara 8’          | Gedackt 8’ |
| Oktava 4’    | Principal 4’       | Flöjt 4’   |
| Oktava 2’    | Blockflöjt 4’      |            |
| Mixtur 3 ch  | Sesquialter 2 2/3' |            |
| Corno 8'     | Waldflöjt 2'       |            |

- 1970 ersattes orgeln med en ny, byggd av Troels Krohn vid Frederiksborgs Orgelbyggeri, Hilleröd, Danmark. Den har 15 stämmor. Orgeln är mekanisk och har följande disposition:

| Huvudverk I C-g3 | Bröstverk II C-g3 | Pedalverk (P) C-f1        | Koppel |
| Spillflöjt 8'    | Gedakt 8'         | Subbas 16'                | I/P    |
| Principal 4'     | Rörflöjt 4'       | Gedaktpommer 8'           | II/P   |
| Spetsflöjt 4'    | Principal 2'      | Swegel 4' (Rörgedackt 4') | II/I   |
| Hulflöjt 2'      | Sesquialtera II   | Koppelflöjt 2'            |        |
| Mixtur III       | Kvintcymbel II    | Fagott 16'                |        |
|                  | Tremulant         |                           |        |

## Bildgalleri

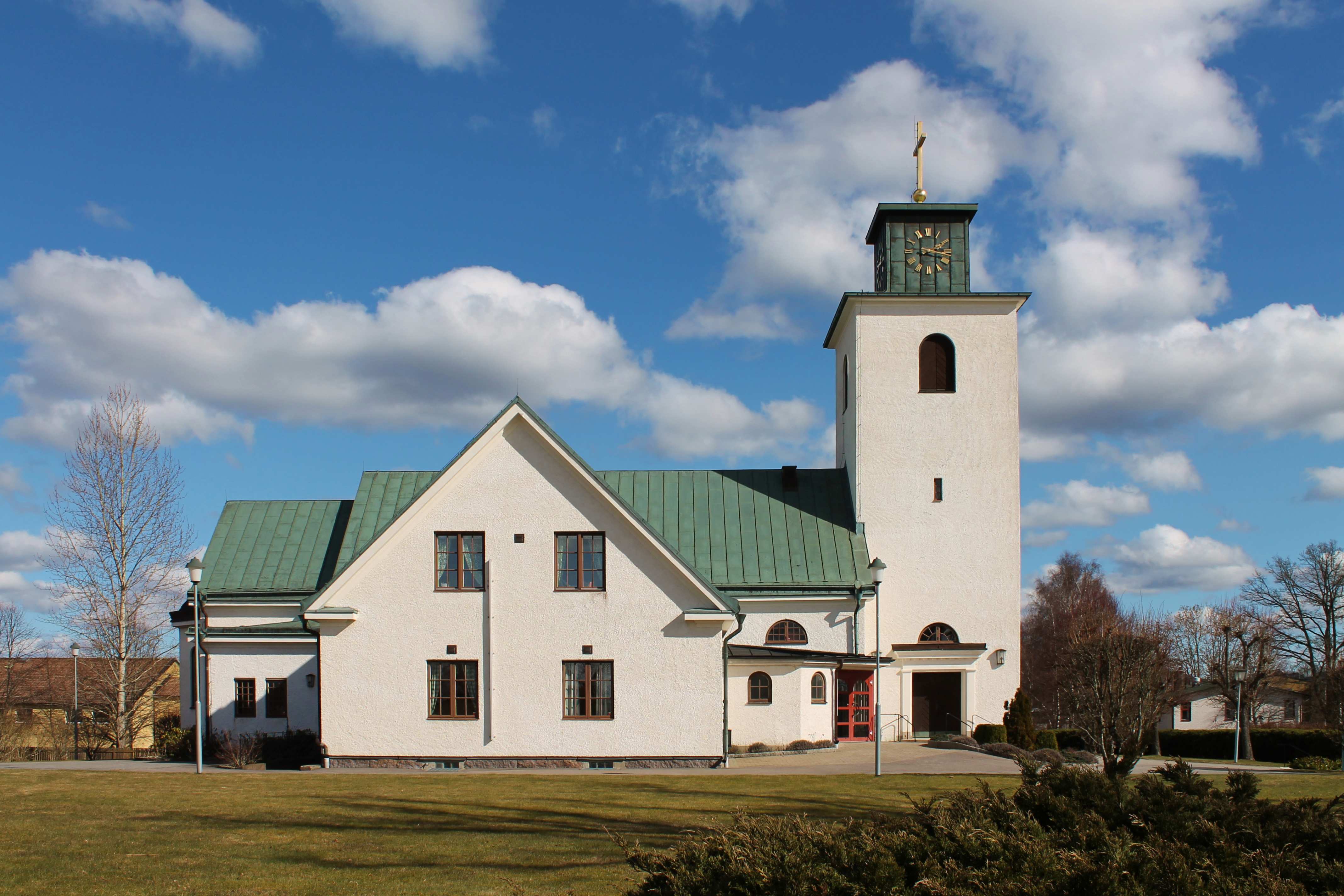
Kyrkan från väster
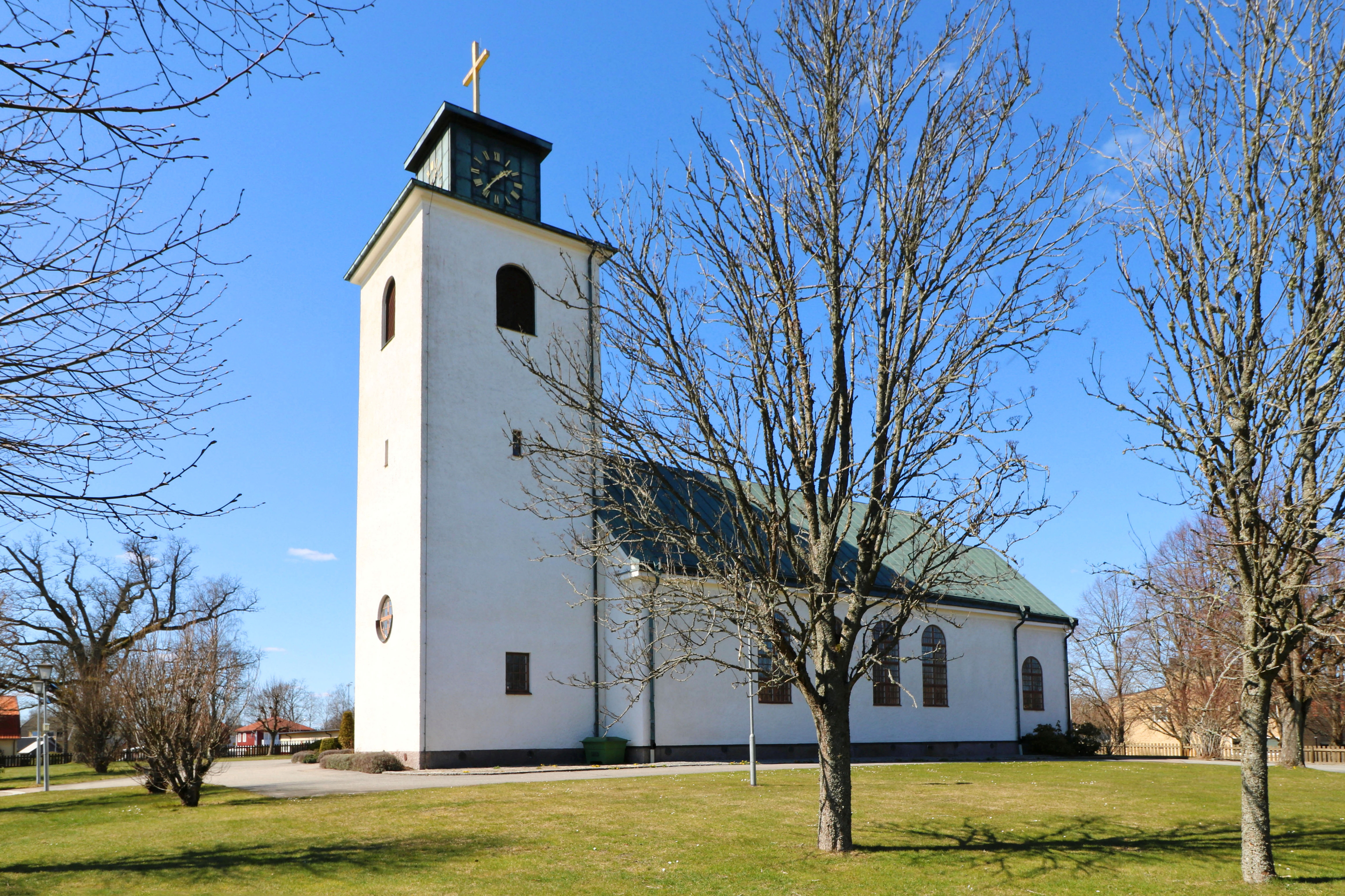
Exteriör från sydöst
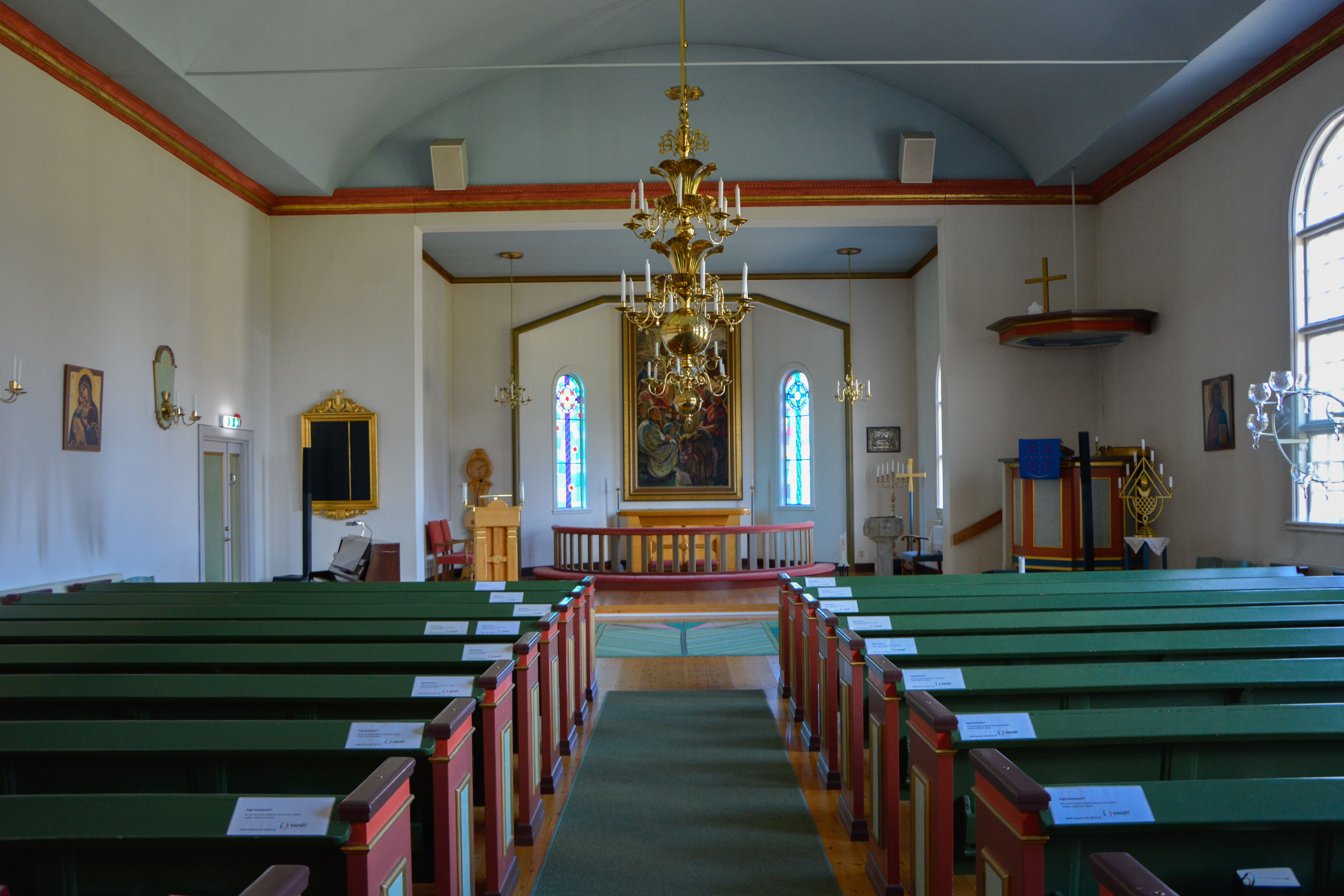
Interiör mot norr
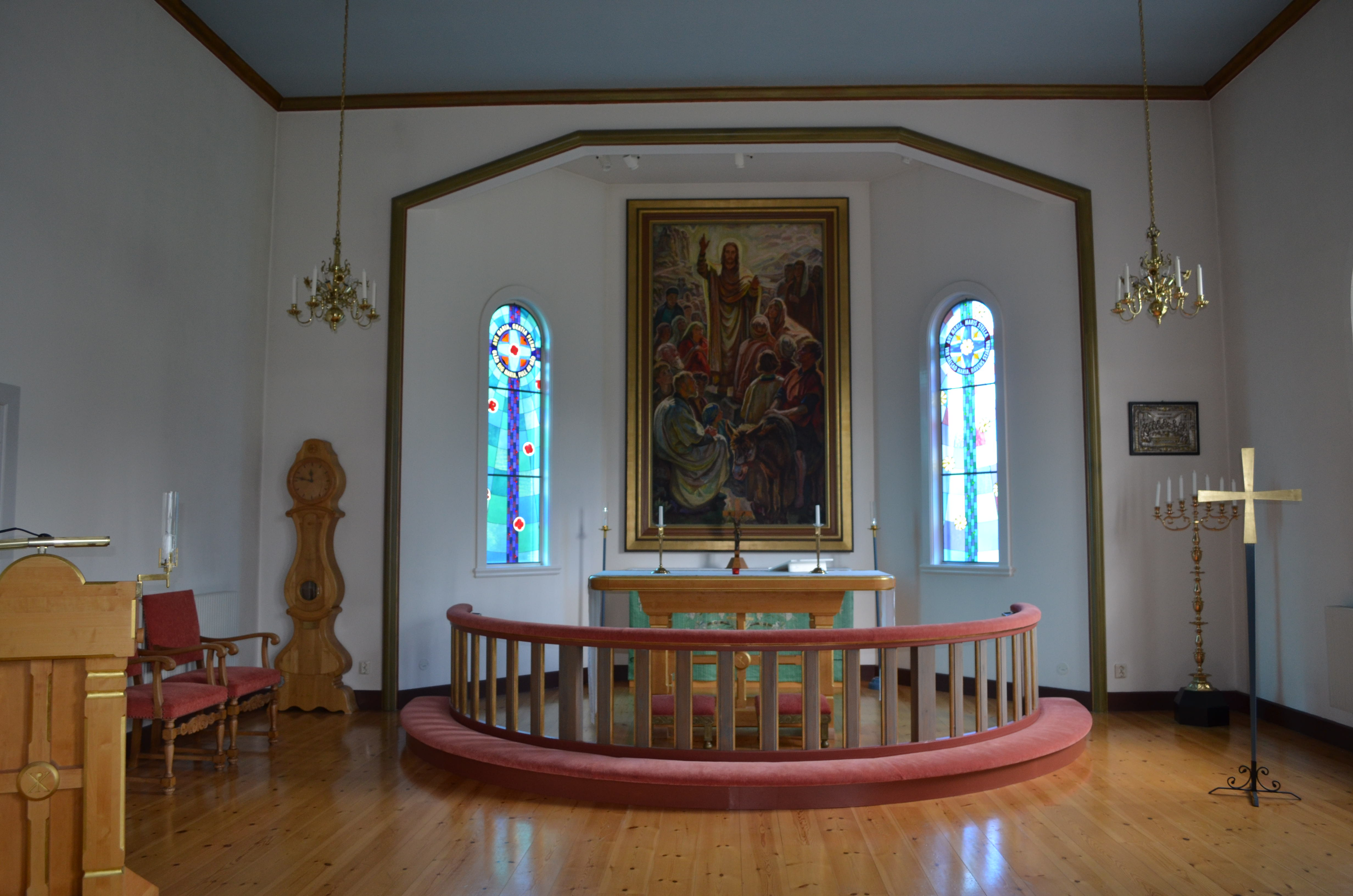
Koret
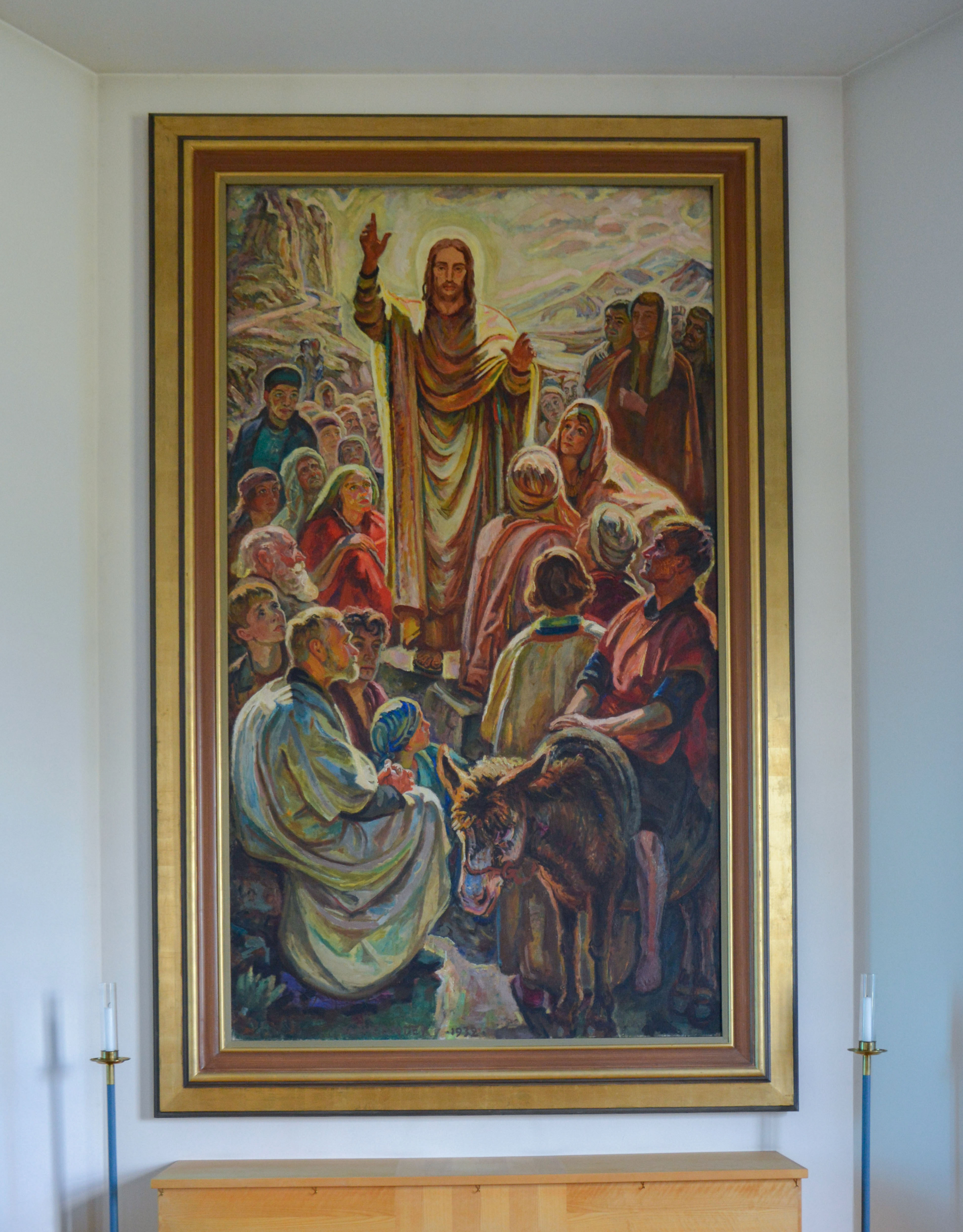
Altartavla av Gunnar Theander
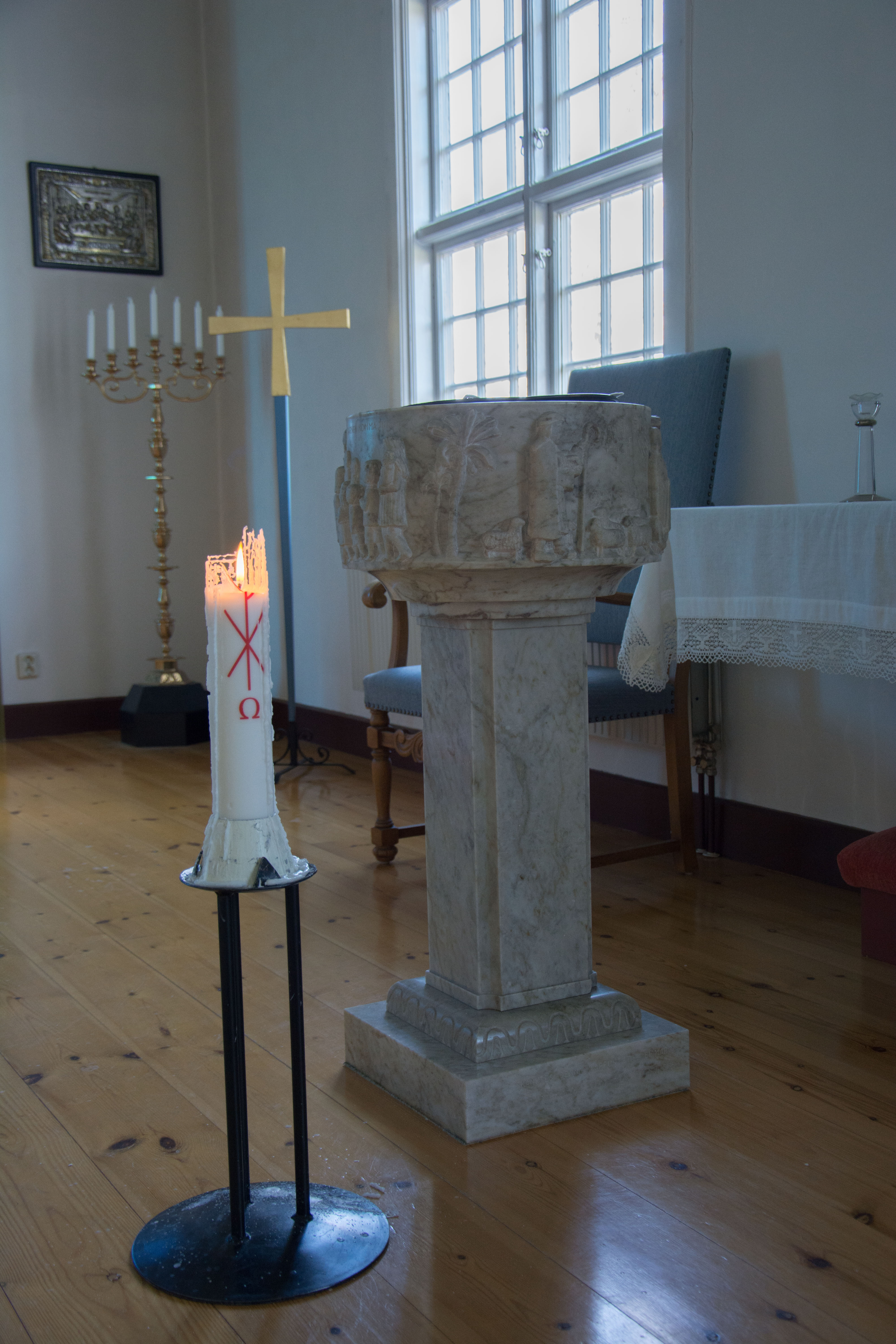
Dopfunten
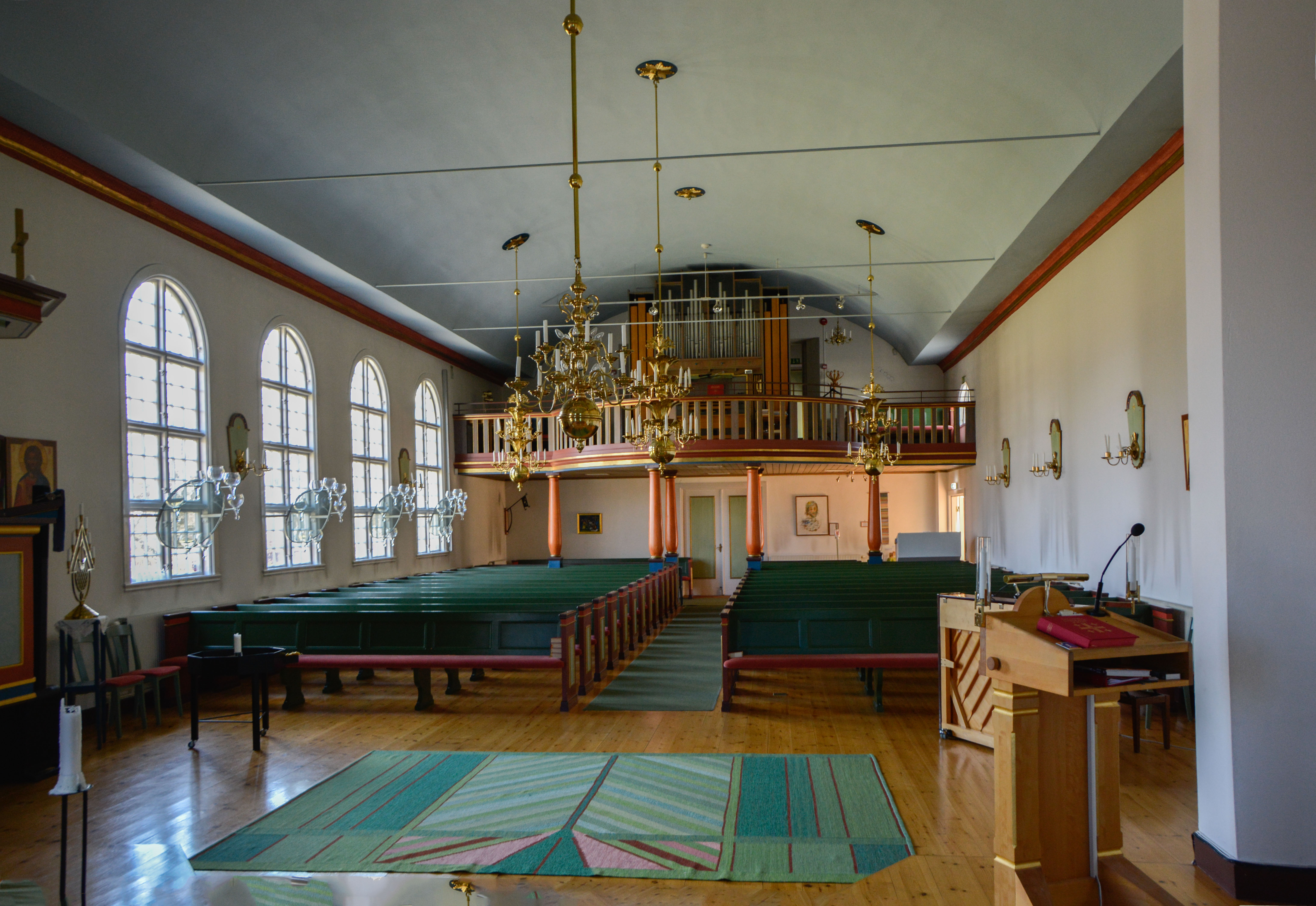
Kyrkorummet mot söder
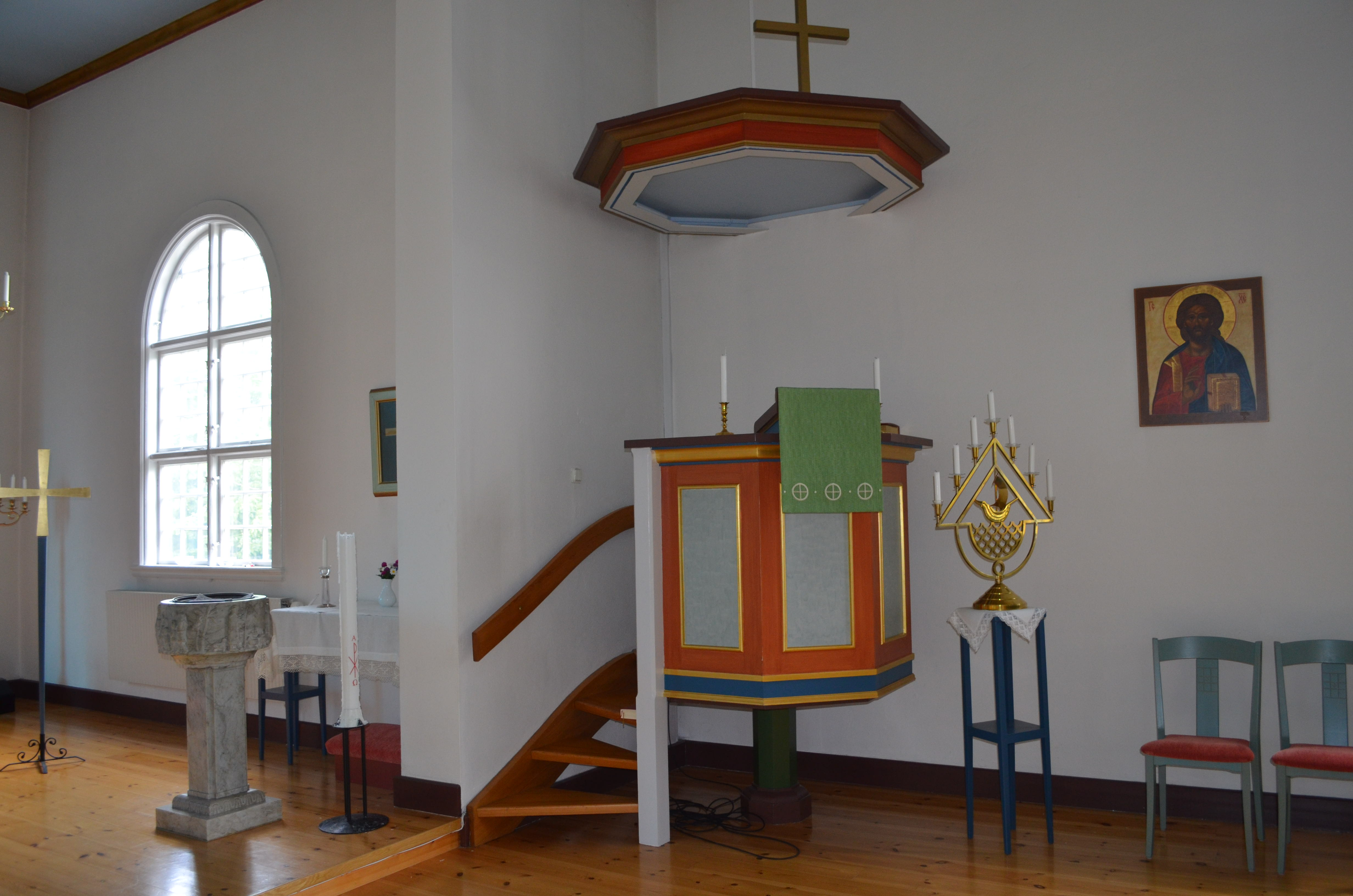
Predikstolen
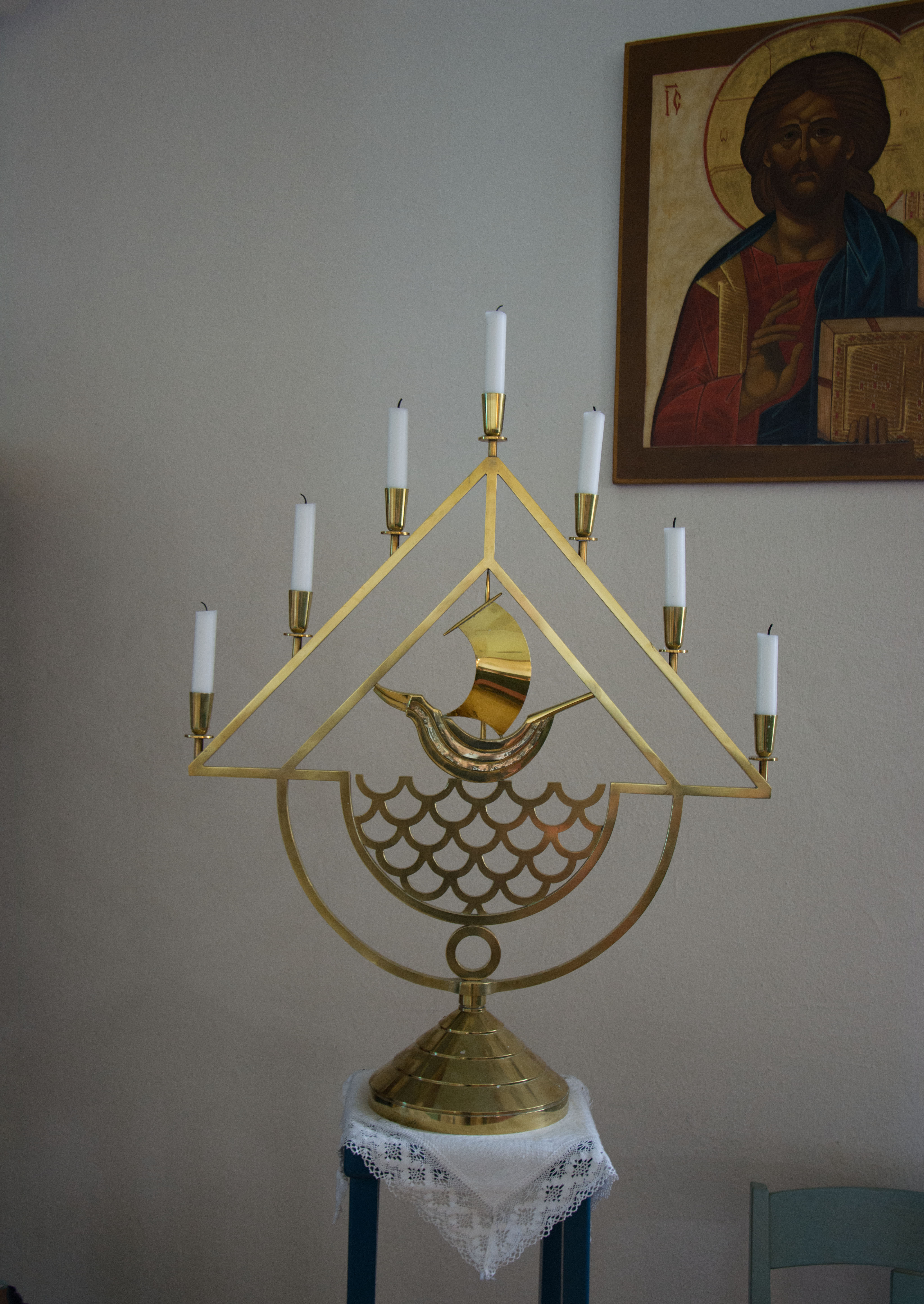
Ljusstake i mässing
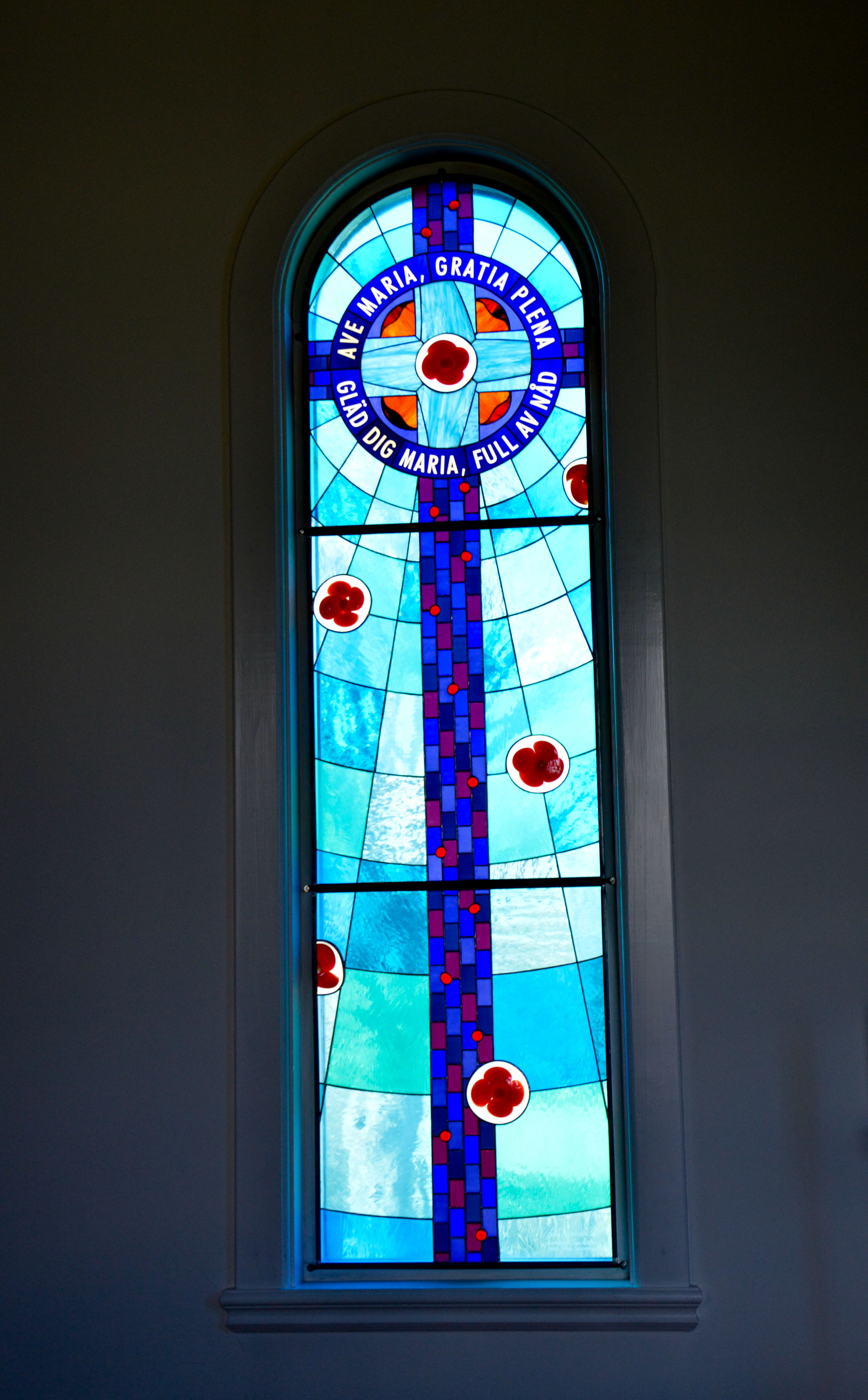
Glasmosaik-fönster med tema:Jungfru Maria
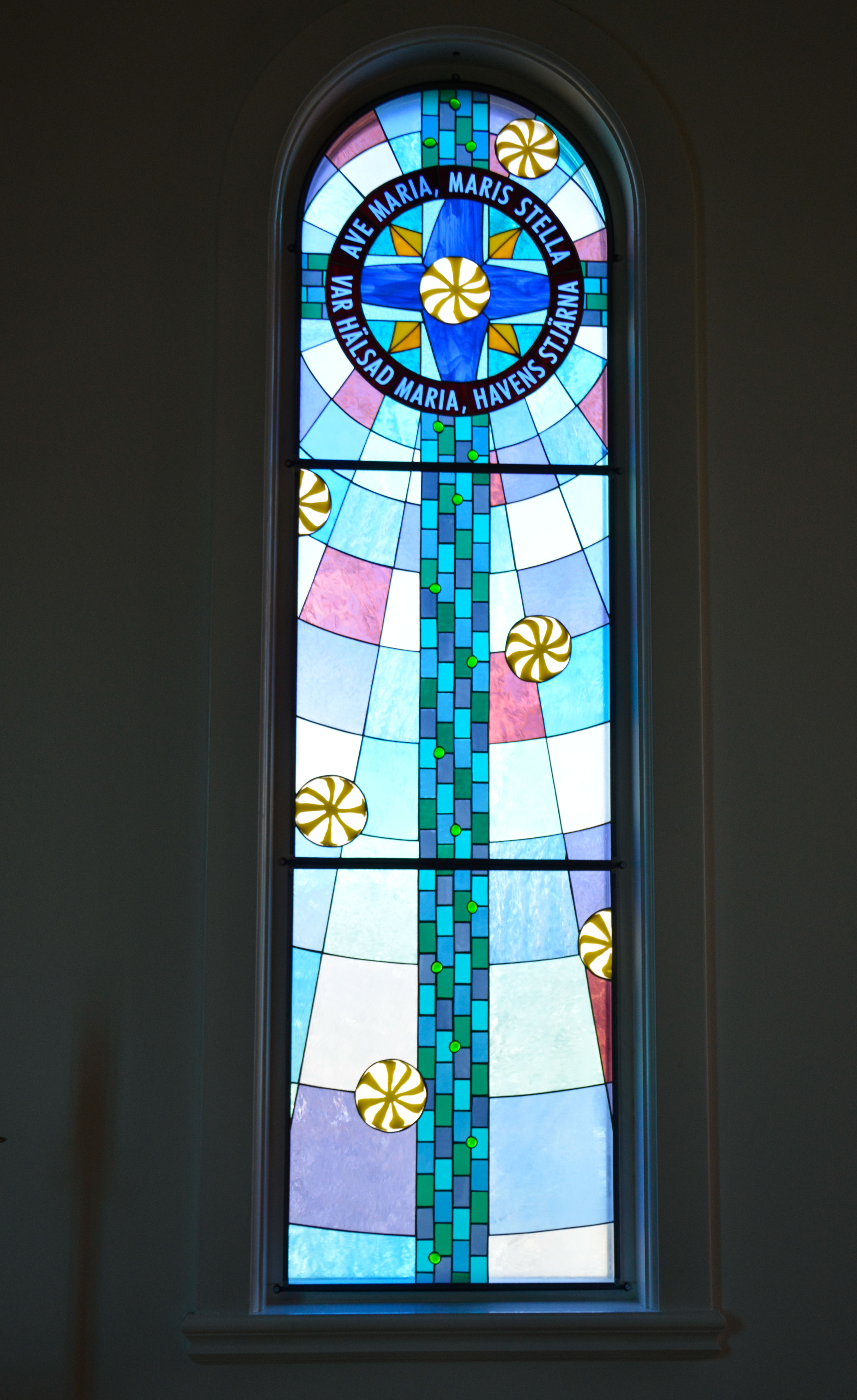
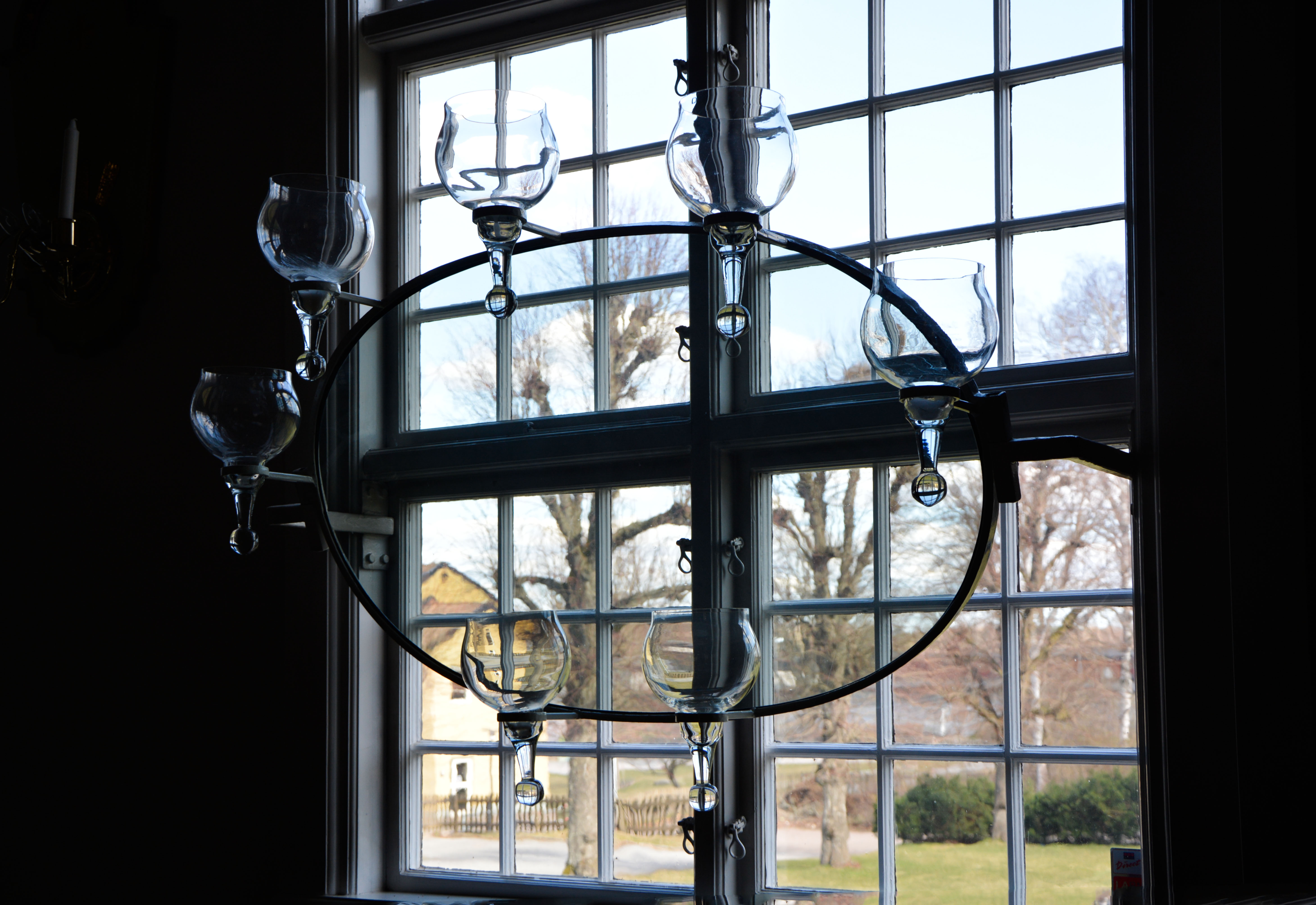
Ljushållare i glas

### Webbkällor
- byggnadspresentation
- Magdalena Jonsson: Emmaboda kyrkogård, Kyrkoantikvariska rapporter 2007, Kalmar läns museum
- http://www.orgelgruppen.com/orglarkalmar_e-g.html
- Wikimedia Commons har media som rör Emmaboda kyrka.